# Hår-rosettmossa
Hår-rosettmossa (Riccia ciliata) är en levermossart som beskrevs av Franz Georg Hoffmann. Hår-rosettmossa ingår i släktet rosettmossor, och familjen Ricciaceae. Enligt den finländska rödlistan är arten nationellt utdöd i Finland. Enligt den svenska rödlistan är arten sårbar i Sverige. Arten förekommer på Gotland, Öland och Götaland. Artens livsmiljö är odlingsmark.